# Warsaw (piosenka)
Warsaw – piosenka zespołu Warsaw, wkrótce przemianowanego na Joy Division, na pierwszym EP tego zespołu An Ideal for Living. Piosenka skomponowana pod wpływem utworu „Warszawa” Davida Bowiego. Choć nagrana 14 marca 1979, oficjalnie została wydana dopiero w 1994 na planowanym w 1978 jako debiutancki albumie Warsaw.
Tematem utworu jest liryczna biografia Rudolfa Hessa, wysokiego dygnitarza III Rzeszy, cieszącego się najwyższym zaufaniem Hitlera, który w 1941 poleciał samotnie do Szkocji by nawiązać próbę zawarcia pokoju między państwami Osi i Aliantami.
Piosenka rozpoczyna się słowami: 3 5 0 1 2 5 Go! (nr jeniecki „31G-350125” został nadany Hessowi po pochwyceniu go w miejscowości Eaglesham). Pierwsza zwrotka opisuje zafascynowanie Hitlerem w czasie puczu monachijskiego w 1923 i zacieśnianie więzów z partią nazistowską. Druga zwrotka mówi o utracie złudzeń i wyobcowaniu zastępcy Hitlera w kręgu bliskich współpracowników. Ostatnia część utworu opowiada o ostatnich dniach spędzonych w celi po lądowaniu w Szkocji. Partie chóralne powtarzają rytmiczne 31G, będące początkowym elementem jego więziennego numeru: 31 to kod jeńca pojmanego na froncie europejskim, a litera G (ang. German) – narodowość jeńca. 
Utwór jest wykorzystany w grze wideo Tony Hawk’s Underground 2.